# Bol
Bol ist ein Bade- und Urlaubsort an der Südküste der kroatischen Insel Brač im mittleren Dalmatien.

## Geschichte
Bol wurde 1475 erstmals in einer Schenkungsurkunde erwähnt, als der Landbesitz der Halbinsel Klavica dem Dominikanerorden übertragen wurde.
Bol und die gesamte Insel Brač blieben während des Jugoslawienkrieges auf Grund der Insellage von Kampfhandlungen verschont.
Aufgrund des Krieges in Bosnien-Herzegowina wurde die katholisch-theologische Hochschule des Erzbistums Vrhbosna im Jahre 1992 von Sarajevo nach Bol (Bistum Hvar) verlegt, wo sie bis 1996 blieb. 70 Studenten und 15 Professoren fanden in den großzügigen Räumen des weltbekannten Dominikanerklosters eine zeitweilige Heimat. 1994 wurde der damalige Erzbischof von Sarajevo, Vinko Puljić, von Papst Johannes Paul II. zum Kardinal ernannt. In dieser Zeit war Bol das Zentrum der Begegnung von Bischöfen und Priestern sowie von Ordensschwestern aus ganz Europa und der Welt. Ein in der Nähe des Klosters gelegenes Hotel wurde während des Jugoslawienkrieges als Flüchtlingsunterkunft genutzt.

## Sehenswürdigkeiten
- ein Dominikanerkloster (am östl. Rand von Bol) mit Museum (kunst- und kulturgeschichtliche Exponate aus der Dorf- und Klostergeschichte), Garten, eigenem Strand und Übernachtungsmöglichkeit
- die Drachengrotte bei Murvica, in deren Wände Reliefs eingraviert sind
- Dušanka und Ivica
- die Eremitage Blaca (Pustinja Blaca), eine alte Einsiedelei über einer engen Bucht weiter östlich, in der ein Mönch jahrzehntelang astronomische Messungen durchführte
- Fischerhafen im Ort
- die Landzunge „Zlatni Rat“ (Goldenes Horn), deren Spitze sich je nach Wind- und Strömungsverhältnissen im Meeresarm zur Nachbarinsel Hvar verändert. Sie ist unter Badegästen und Surfern gleichermaßen beliebt. An der Landzunge befinden sich außerdem Überreste eines römischen Gutshofes.
- die Vidova Gora, der direkt hinter Bol aufragt und mit 778 m. i. J. der höchste Berg aller kroatischen Inseln ist

## Verkehr
Von Split aus verkehren täglich Fähren nach Supetar, zweimal täglich verkehrt ein Katamaran von Jelsa über Bol nach Split. Auf der Hochfläche nördlich des Ortes wurde etwa 1995 ein kleiner Flugplatz angelegt, um dem Nachlassen des Fremdenverkehrs im Jugoslawienkrieg entgegenzuwirken. Der Ort ist mit dem Auto nur über eine serpentinenreiche Straße aus zu erreichen.

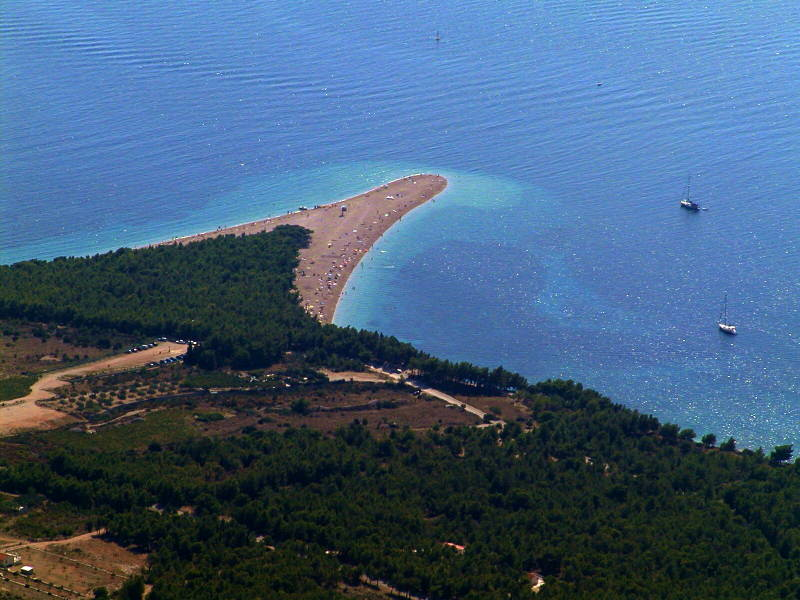
Das Goldene Horn (kroat. „Zlatni Rat“), das Aushängeschild von Brač
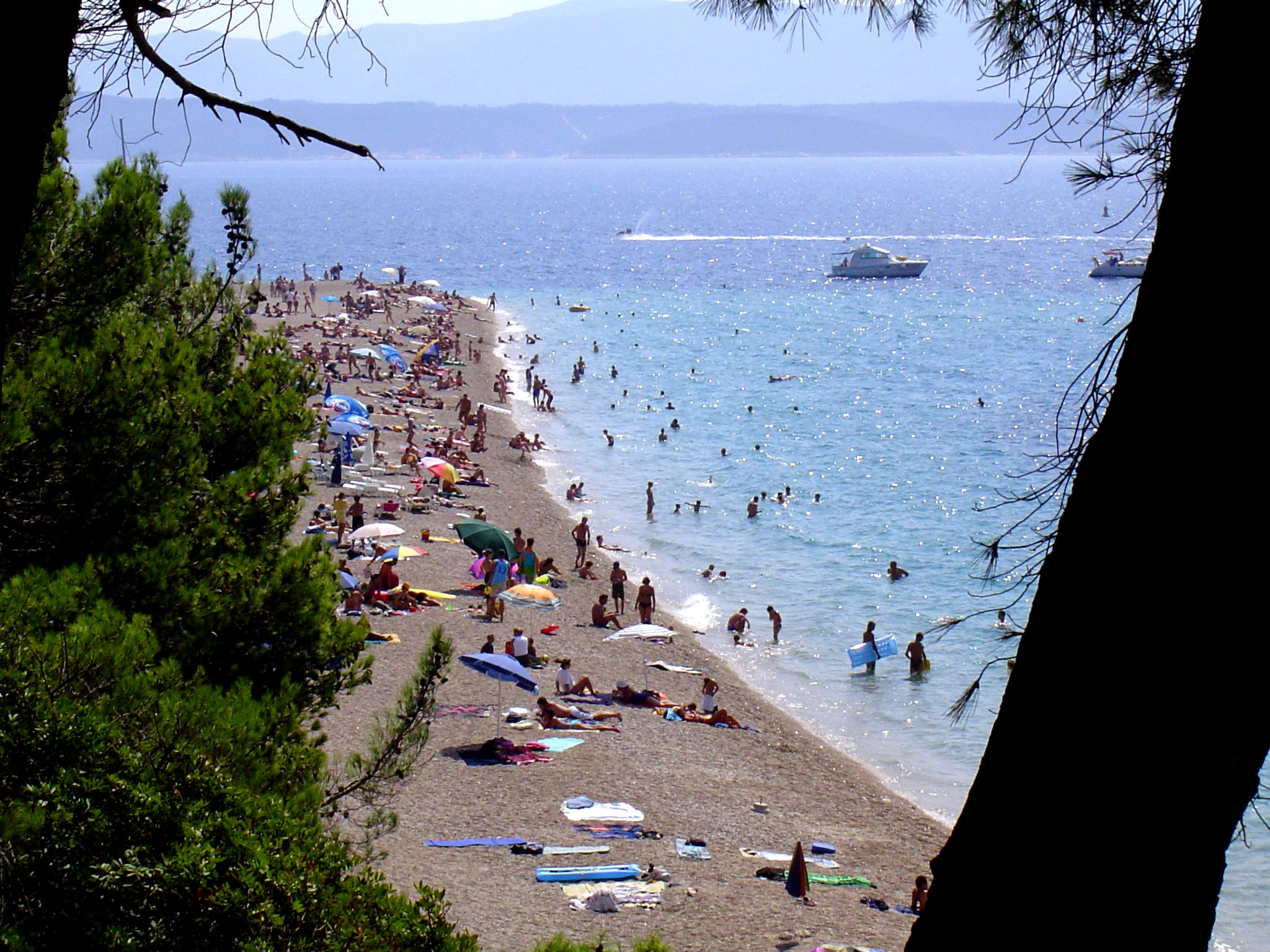
Der berühmteste Strand Kroatiens
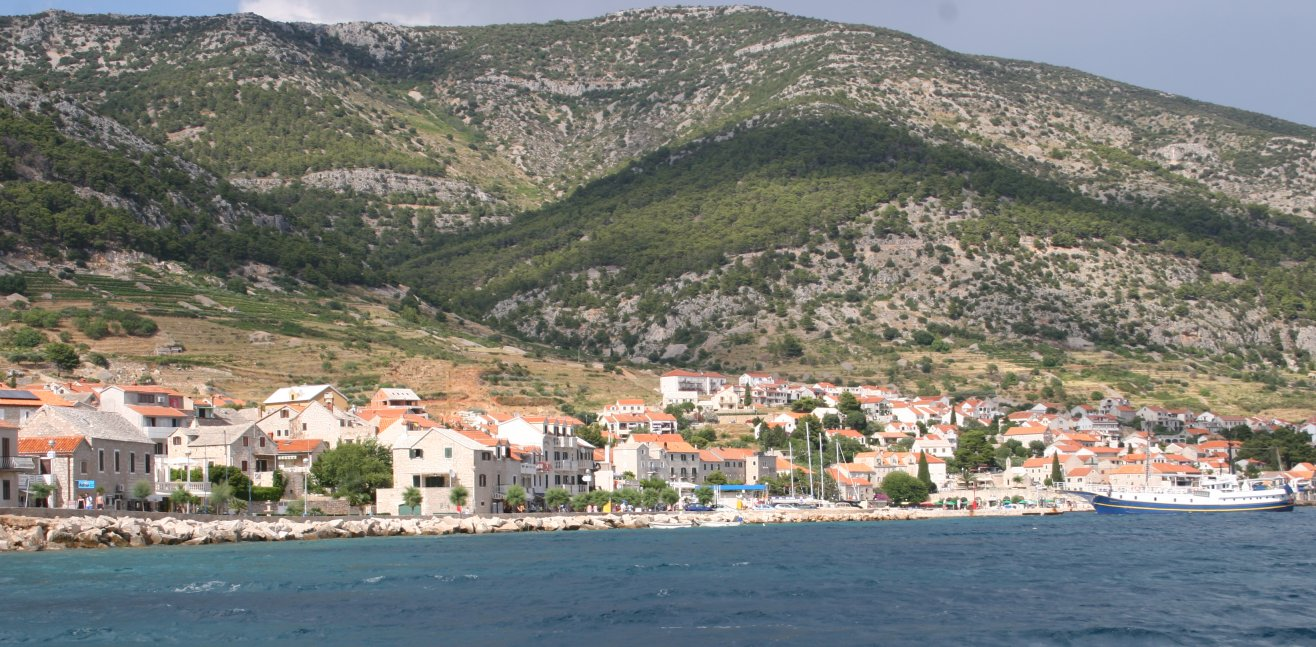
Bol, Im Hintergrund die Weinberge